# Pérni
Pérni (Perni) är en ort i Grekland.   Den ligger i prefekturen Nomós Kaválas och regionen Östra Makedonien och Thrakien, i den nordöstra delen av landet, 300 km norr om huvudstaden Aten. Pérni ligger 75 meter över havet och antalet invånare är 897.
Terrängen runt Pérni är kuperad åt nordväst, men åt sydost är den platt. Runt Pérni är det ganska tätbefolkat, med 54 invånare per kvadratkilometer. Närmaste större samhälle är Chrysoúpolis, 5,1 km öster om Pérni. Trakten runt Pérni består till största delen av jordbruksmark.